# Voleibol nos Jogos Olímpicos de Verão de 2008 - Qualificação
Para as competições de voleibol, o COI permite a inscrição de 1 (um) Comitê Olímpico Nacional (CON) no masculino e 1 no feminino para a quadra, e 2 no masculino e 2 no feminino para o voleibol de praia.

## Voleibol de quadra
| Voleibol masculino                                             | Data                         | Sede       | Vagas | Classificados                      |
| -------------------------------------------------------------- | ---------------------------- | ---------- | ----- | ---------------------------------- |
| País-sede                                                      | -                            | -          | 1     | CHN China                          |
| Copa do Mundo de Voleibol Masculino 2007                       | 18 de nov - 2 de dez de 2007 | Japão      | 3     | BRA Brasil RUS Rússia BUL Bulgária |
| Torneio Pré-Olímpico Sul-Americano                             | 2 - 7 jan de 2008            | Formosa    | 1     | VEN Venezuela                      |
| Torneio Pré-Olímpico Norte-Americano                           | 4 - 12 jan de 2008           | Caguas     | 1     | USA Estados Unidos                 |
| Torneio Pré-Olímpico Europeu                                   | 7 - 13 jan de 2008           | Izmir      | 1     | SRB Sérvia                         |
| Torneio Pré-Olímpico Africano                                  | 1 - 10 fev de 2008           | Durban     | 1     | EGY Egito                          |
| Torneio Pré-Olímpico Mundial I                                 | 23 - 25 mai de 2008          | Dusseldorf | 1     | GER Alemanha                       |
| Torneio Pré-Olímpico Mundial II                                | 30 mai - 1 jun de 2008       | Espinho    | 1     | POL Polônia                        |
| Torneio Pré-Olímpico Mundial III Torneio Pré-Olímpico Asiático | 31 mai - 8 jun de 2008       | Tóquio     | 2     | ITA Itália JPN Japão               |
| TOTAL                                                          | TOTAL                        | TOTAL      | 12    |                                    |

| Voleibol feminino                                          | Data                | Sede      | Vagas | Classificados                          |
| ---------------------------------------------------------- | ------------------- | --------- | ----- | -------------------------------------- |
| País-sede                                                  | -                   | -         | 1     | China                                  |
| Copa do Mundo de Voleibol Feminino 2007                    | 2 - 16 nov de 2007  | Japão     | 3     | Itália · Brasil · Estados Unidos       |
| Torneio Pré-Olímpico Norte-Americano                       | 15 - 23 dez de 2007 | Monterrey | 1     | Cuba                                   |
| Torneio Pré-Olímpico Sul-Americano                         | 3 - 7 jan de 2008   | Lima      | 1     | Venezuela                              |
| Torneio Pré-Olímpico Europeu                               | 15 - 20 jan de 2008 | Halle     | 1     | Rússia                                 |
| Torneio Pré-Olímpico Africano                              | 20 - 30 jan de 2008 | Blida     | 1     | Argélia                                |
| Torneio Pré-Olímpico Mundial Torneio Pré-Olímpico Asiático | 17 - 25 mai de 2008 | Tóquio    | 4     | Polónia · Sérvia · Japão · Cazaquistão |
| TOTAL                                                      | TOTAL               | TOTAL     | 12    |                                        |

## Voleibol de praia
| Voleibol de praia masc/fem            | Vagas |
| ------------------------------------- | ----- |
| Ranking do voleibol de praia de FIVB* | 23**  |
| País sede (China)                     | 1     |
| TOTAL                                 | 24    |

* Nota - em 21 de julho de 2008
* Nota - Caso algum continente não estiver representado entre os 23 mais bem colocados, a melhor equipe do determinado continente substituirá a dupla pior posicionada dentre os classificados.